# Aabach (Küttigen)
Der Küttiger Aabach ist ein etwa fünf Kilometer langer linker Zufluss der Aare und damit ein indirekter Nebenfluss des Rheins im Kanton Aargau. Sein Einzugsbereich mit der Fläche von etwa neun Quadratkilometern liegt fast ganz im Gebiet der Gemeinde Küttigen im Bezirk Aarau.

## Geographie

### Verlauf
Der Bach entspringt im Küttiger Gemeindegebiet auf 700 m ü. M. in einem Jura-Hochtal südwestlich der Berge Wasserflue (865 m ü. M.) und Wilenberg (803 m ü. M.) und nordöstlich des Erlinsbacher Ortsteils Hard. An seinem Oberlauf wird er auch Wilenbergbach genannt. Etwa zweieinhalb Kilometer weit fliesst er zwischen zwei Kämmen des Gebirges nach Osten und am Rand des Naturwaldreservats Egg-Königstein bis in das Gebiet Breitenmatt. Von links nimmt er den kürzeren Fischbach auf. In der Bänkerchlus bricht er in südöstlicher Richtung durch die Jurakette bei Küttigen und wird dabei zweimal von der Benkerjochstrasse überquert. Am äusseren Ende der Klus steht das Gebäude der historischen Papiermühle von Küttigen, die im 19. Jahrhundert von ihm über ein Wasserrad die Antriebsenergie bezog.
Das Quellgebiet des Baches bis zur Bänkerchlus befindet sich im Landschaftsschutzgebiet «Aargauer und östlicher Solothurner Faltenjura», das im Bundesinventar der Landschaften und Naturdenkmäler von nationaler Bedeutung verzeichnet ist.
Mit dem Namen Vorstadtbach fliesst der Bach am Jurasüdfuss einen Kilometer weit bis in das Zentrum der Ortschaft Küttigen. Dabei nimmt er von rechts den Waldbach und von links den Dorfbach auf. Danach fliesst der Aabach in ein Tal südöstlich des Dorfes, wo der Horenbach als längster Zufluss von Norden her in den Bach mündet.
Der Horenbach heisst im Oberlauf Staffeleggbach (gleich wie auch der Staffeleggbach nördlich der Passhöhe der Staffelegg) und liegt ebenfalls im Landschaftsschutzgebiet «Aargauer und östlicher Solothurner Faltenjura». Er passiert die Asperchlus und fliesst danach unter der «Schellenbrücke» sowie unter dem neuen Damm der Staffeleggstrasse hindurch. Dann fliesst er durch den Nordteil des «Horentäli» und durch die Dorfsiedlung von Küttigen und westlich vom Kirchberg in das Aabachtal.
Der Aabach ist in der Wüerimatt beim Schwimmbad und den Sportanlagen von Küttigen eingedolt und mit einer Hochwasserentlastung ausgestattet. Er wird von der historischen Bogenbrücke der Bibersteinerstrasse (Kantonsstrasse 470) überspannt und mündet südöstlich von Küttigen auf 360 m ü. M. im Gebiet Schürmatt von Nordwesten in den Unterwasserkanal des Kraftwerks Rüchlig, der den linken Arm der Aare bildet. Die Mündung liegt gegenüber dem Schutzgebiet Zurlindeninsel.

### Zuflüsse
- Fischbach (links)
- Waldbach (rechts)
- Dorfbach (links)
- Horenbach (links)

## Bilder

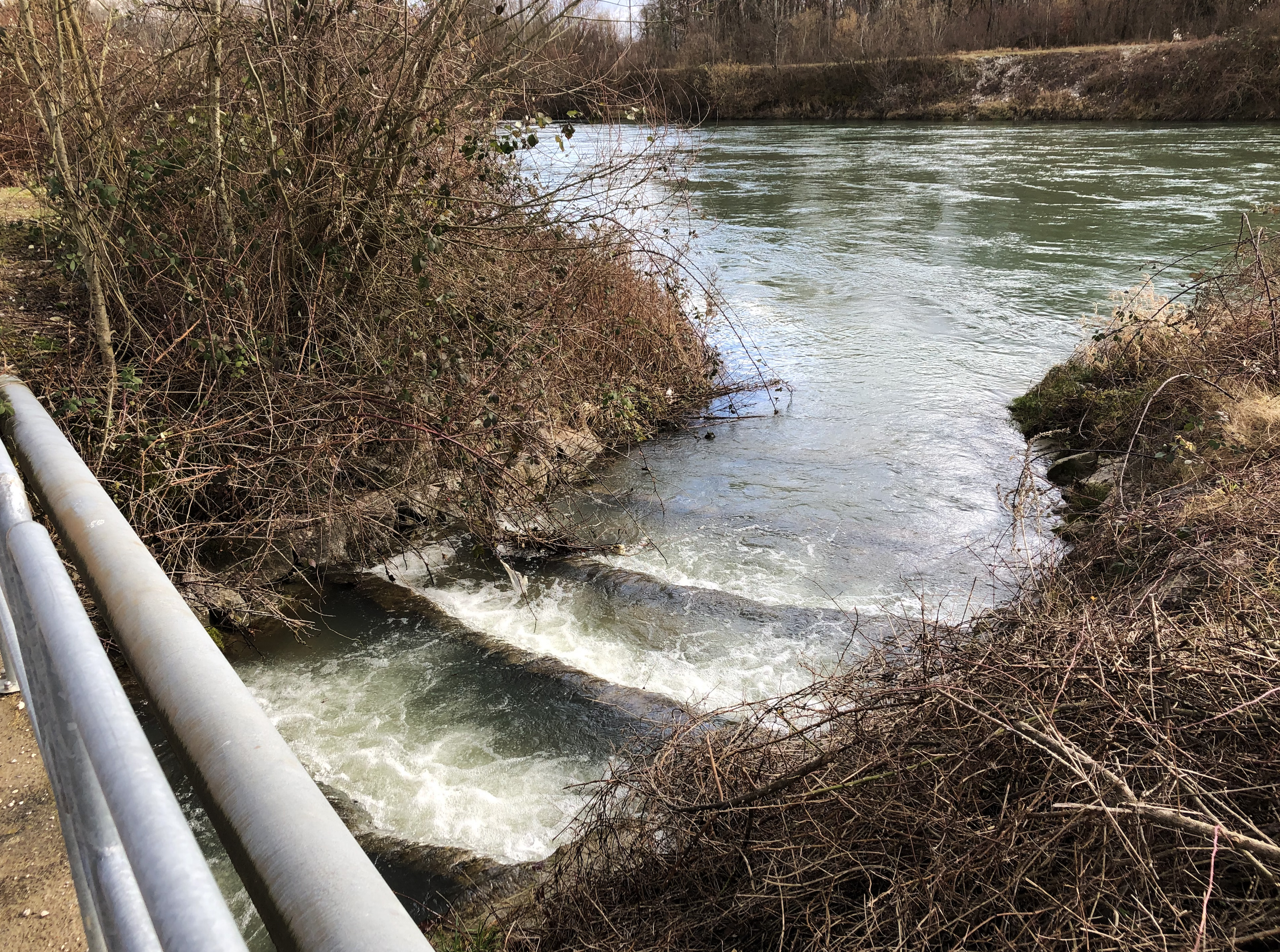
Mündung des Aabachs
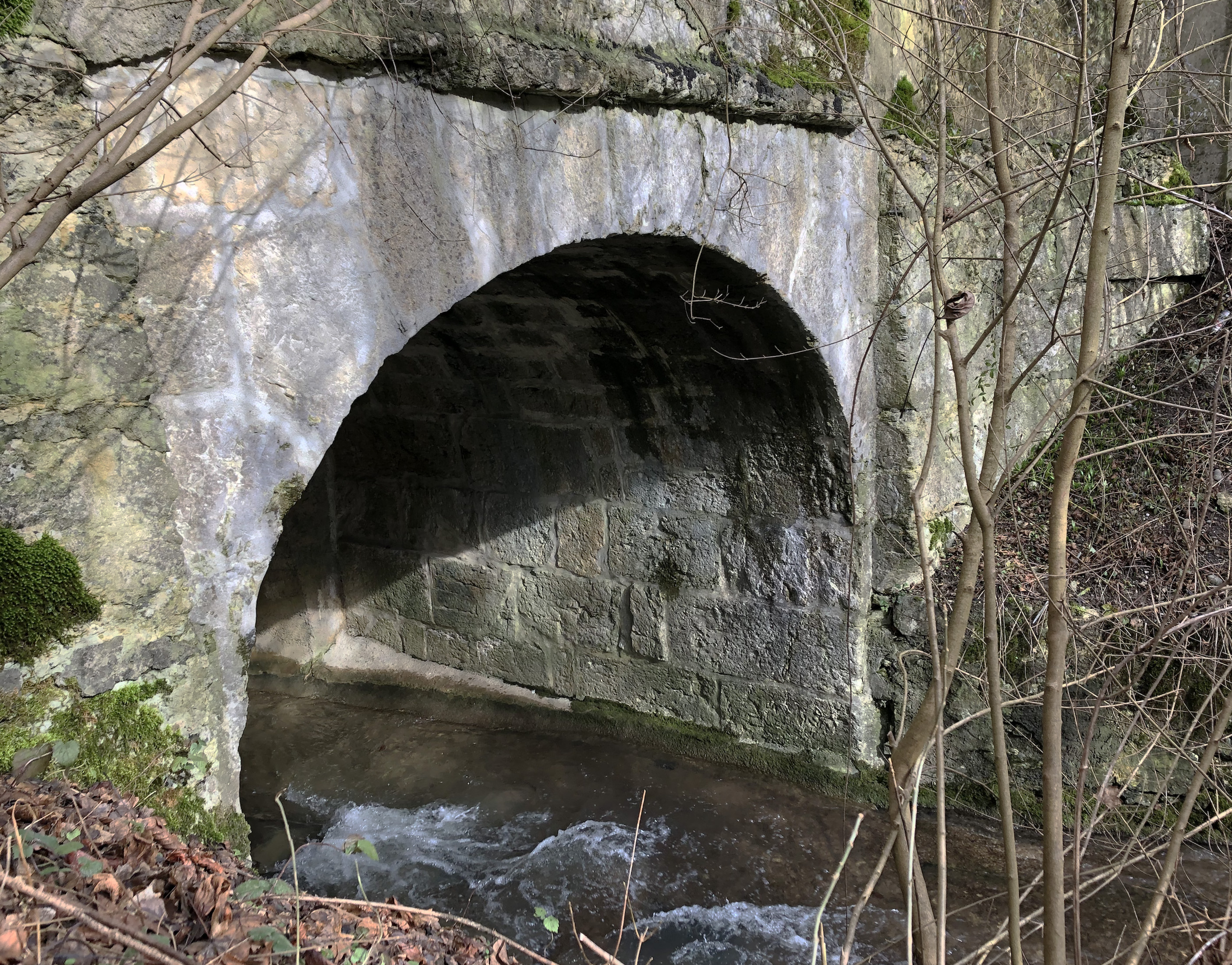
Brücke der Bibersteinerstrasse
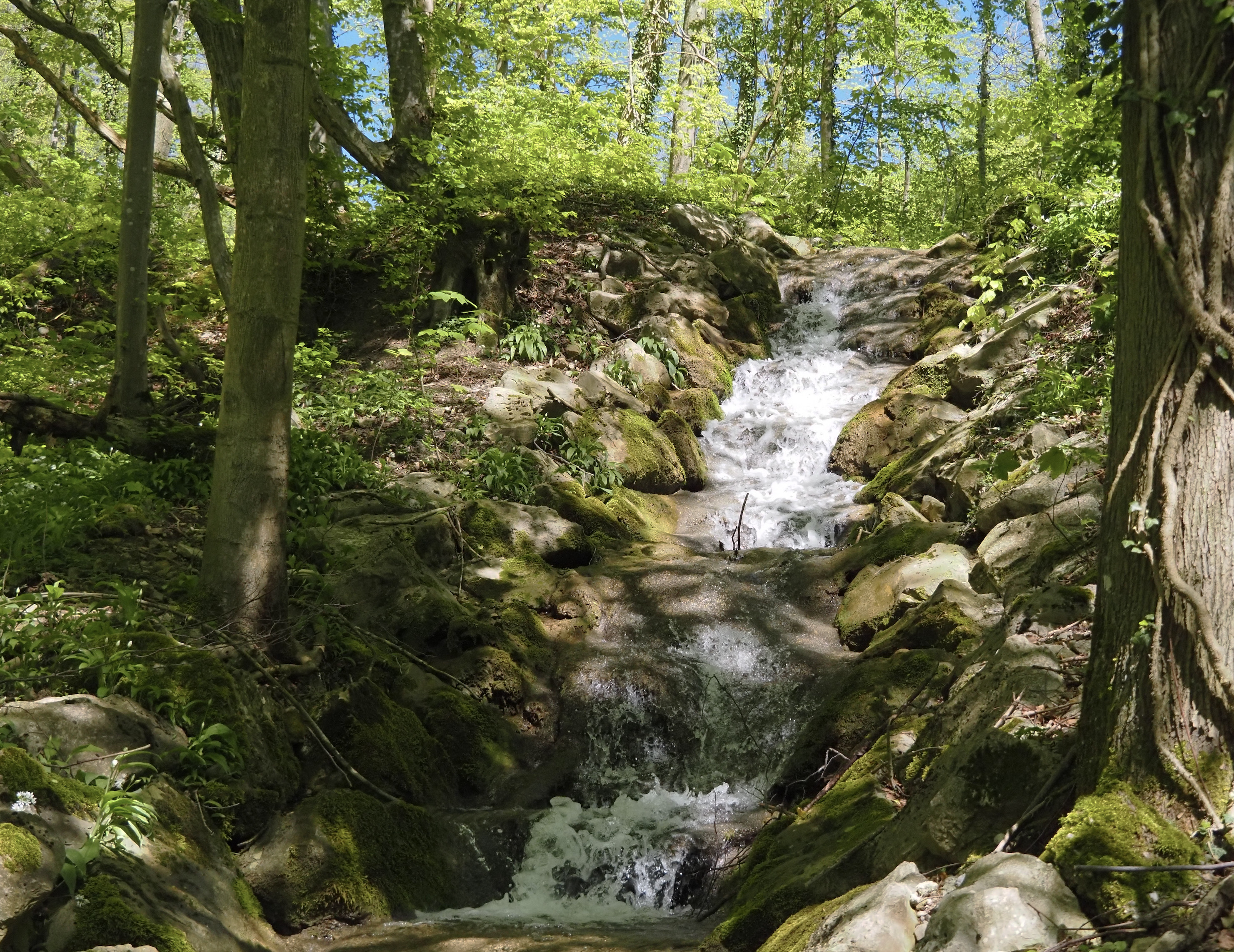
Wasserfall des Staffeleggbachs
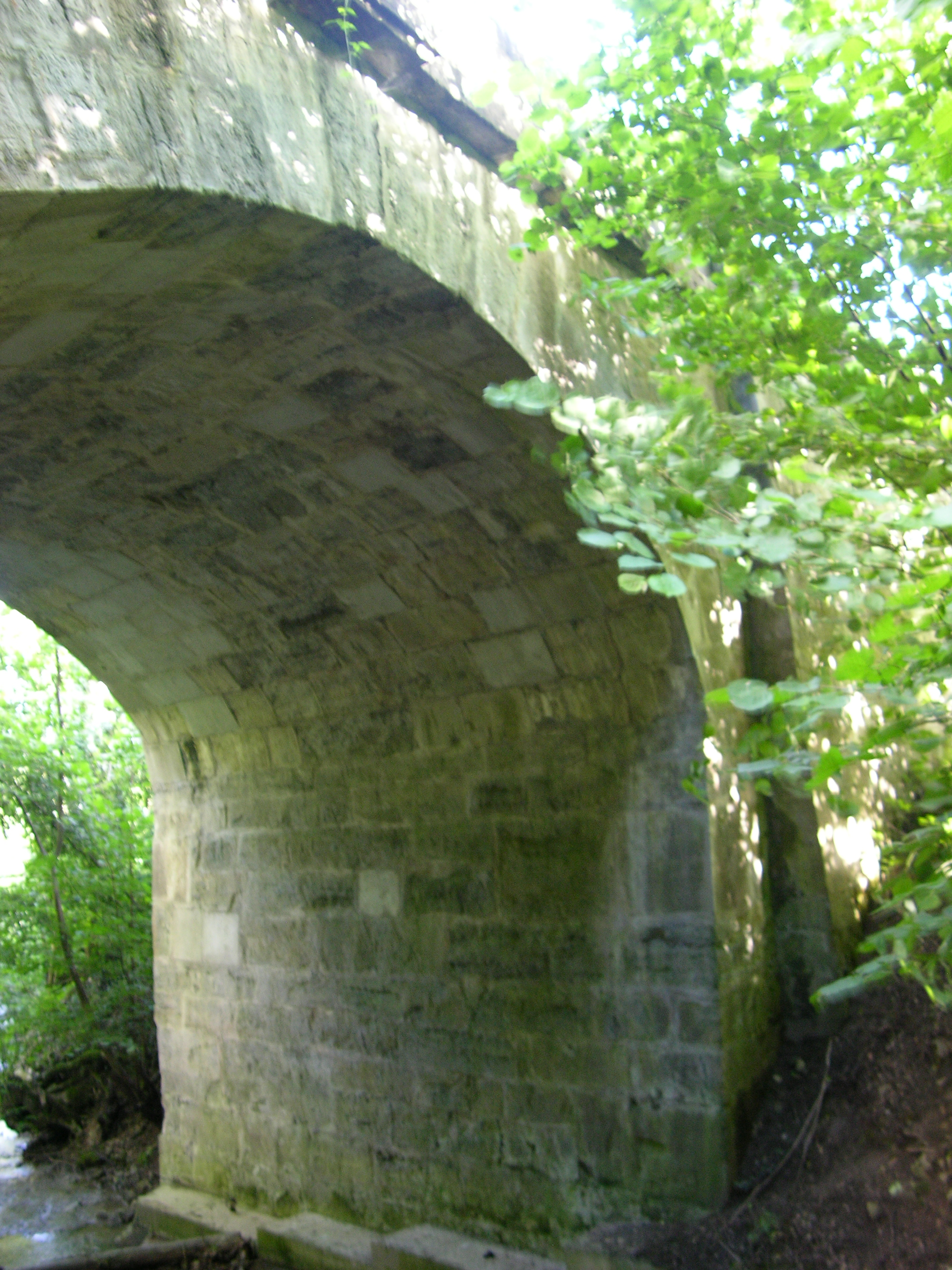
Schellenbrücke